# Martin Stroh (Politiker, 1809)
Martin Stroh (* 27. Oktober 1809 in Marköbel im Main-Kinzig-Kreis; † 3. April 1877 ebenda)  war ein deutscher Bürgermeister und Mitglied der kurhessischen Ständeversammlung.

## Leben
Martin Stroh war ein Sohn des Schultheißen (Bürgermeister) Johann Martin Stroh (1776–1853). In seinem Heimatort bekleidete er das Amt des Bürgermeisters und erhielt in dieser Funktion aus dem Wahlkreis Hanau-Land ein Mandat für die Zweite Kammer der kurhessischen Ständeversammlung. 
Diese war nach den Unruhen im Jahre 1830 zum Zweck der Beratung und Verabschiedung einer Verfassung gebildet worden und hatte bis 1866 Bestand, als das Land Hessen durch Preußen annektiert wurde.
Er war von 1858 bis 1860 und 1861 bis 1862 Abgeordneter. 